# Giannangelo Gaudenzio Madruzzo

Stemma Madruzzo

Giannangelo Gaudenzio Madruzzo (1562 – Riva del Garda, 11 dicembre 1618) fu barone, signore di Pergine, Castel Toblino e delle Sarche, signore di Nanno, Portolo, Denno e Corona.

## Biografia
Era figlio del barone Fortunato Madruzzo (1534-1606), signore di Pergine e di Margherita d'Altemps Hohenems (1536-1592), figlia di Wolf Dietrich von Ems zu Hohenems e nipote di papa Pio IV.
Dal 1577 al 1579 studiò all'università di Ingolstadt e dal 1579 Università di Padova.
Seguì il cardinale Ludovico Madruzzo alla Dieta di Augusta ed alla Dieta di Ratisbona nel 1594; nel 1613, con il cardinale Carlo Gaudenzio Madruzzo, fu nuovamente alla Dieta di Ratisbona.
Fu impegnato a reclutare soldati italiani per signori austriaci e spagnoli. Fu capitano di Riva, Tenno e Stenico.
Tra il 1603 e il 1609 fece edificare a Riva la chiesa dell'Inviolata., davanti al cui altare fu sepolto dopo la morte, sopraggiunta nel 1618.

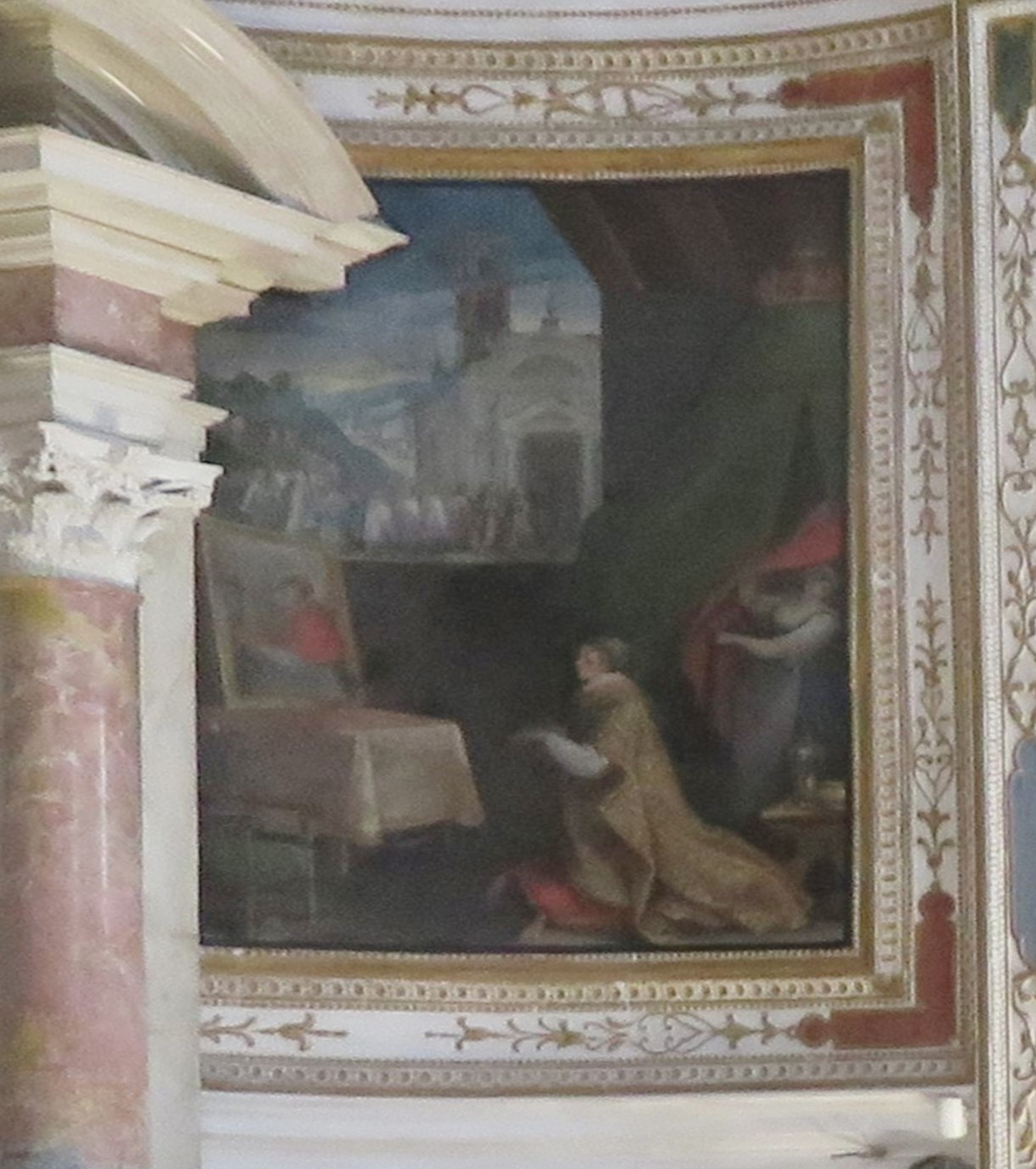
Riva del Garda, chiesa dell'Inviolata, Alfonsina Gonzaga di Novellara-Madruzzo nell'affresco a destra nell'altare di San Carlo

## Discendenza
Sposò in prime nozze il 15 giugno 1587 Caterina Orsini, figlia di Virginio Orsini duca di San Gemini e conte di Nerola, e di Giovanna Caetani, figlia di Bonifacio Caetani duca di Sermoneta, dalla quale ebbe tre figlie:
- Giovanna (? - 25 novembre 1666[8]), sposò nel 1609 Alberto von Wolkenstein-Trostburg (1582-1647/1655);
- Margherita (? - 29 agosto 1635[9]), sposò nel 1610 Giovanni Angelo d'Altemps, II duca di Gallese (1586-1620);
- Elena (? - dopo il 1659), monaca in S. Marta a Milano con il nome di Corona Maria dal 1610.

Rimasto vedovo nell'agosto 1599, si risposò nel dicembre 1602 con Alfonsina Gonzaga (1580-1647), figlia di Alfonso I Gonzaga, conte di Novellara, dalla quale non ebbe figli.